# Autour à manteau noir
Tachyspiza melanochlamys
Espèce
Statut de conservation UICN

 LC  : Préoccupation mineure
Statut CITES
L'Autour à manteau noir (Tachyspiza melanochlamys) est une espèce d'oiseau de la famille des Accipitridae.

## Répartition
Cet oiseau vit dans les montagnes de Nouvelle-Guinée.